# Hunston (Suffolk)
Hunston est un village et une paroisse civile du Suffolk, en Angleterre.